# Ворошиловский мост

Ворошиловский мост со старой эмблемой Ростова-на-Дону — фрагмент мозаичного панно в подземном переходе на пересечении улиц Московской и проспекта Будёновский (у Центрального рынка)

Вороши́ловский мост — мост в Ростове-на-Дону через реку Дон.

Мемориальная доска на опоре моста

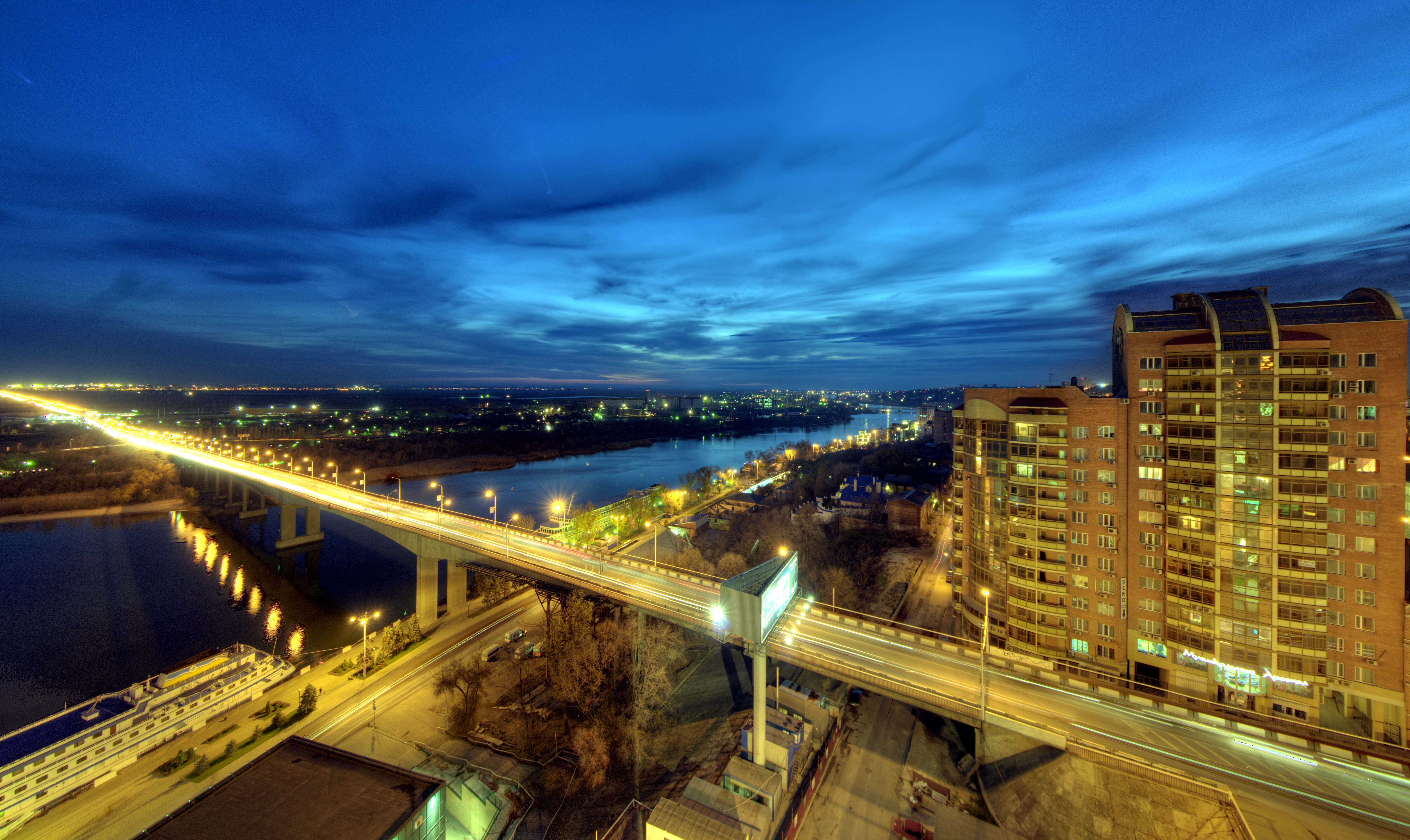
Мост ночью

Построен в 1961—1965 по проекту инженера Н. И. Кузнецова и архитектора Ш. А. Клеймана. При сооружении моста впервые в мире были применены клеевые стыки, сварные или болтовые соединения не использовались. По мосту проходит трасса, соединяющая Ростов-на-Дону с городами-спутниками Батайском и Азовом. Своё название мост получил благодаря одноимённому проспекту, продолжением которого он является.

## Описание
Ворошиловский мост является важным архитектурным элементом Ростова-на-Дону. Связь с окружающим ландшафтом и сочетание с городской панорамой были продуманы авторами проекта. Стремительная горизонталь моста, являющаяся продолжением линии Ворошиловского проспекта, плавно переходит в линию насыпи левого берега, уходящей вдаль дороги. Живописный силуэт моста привлекает туристов и горожан. Благодаря плавной изогнутости линий пролетов, изящным и строгим опорам мост кажется легким и гармоничным. Протяженность моста составляет 620 метров, ширина — 12 метров, высота над рекой — 32 метра; под ним могут проходить речные суда всех типов.

## История
Ворошиловский мост строился с 1961 по 1965 год. Его проектированием занимались инженер Н. И. Кузнецов и архитектор Ш. А. Клейман. Возведение Ворошиловского моста завершило план послевоенной реконструкции набережной Дона, начатой в 1947 году по инициативе первого секретаря Ростовского обкома ВКП(б) Н. С. Патоличева. Мост был построен по новой для своего времени технологии. Бетонные блоки весом до 30 тонн каждый соединялись не привычными сваркой или заклепками, как это делалось раньше, а клеем. Это позволило не использовать сварные и болтовые соединения. Между п-образными опорами при помощи клея из бустилата были закреплены прямоугольные железобетонные полые блоки, а сквозь них протянуты стальные тросы, на которые и была нанизана вся конструкция. Это был первый опыт подобного строительства в СССР. Технологии предварительно напряжённого железобетона и клееных мостовых конструкций были передовыми.
Ранее в городе основной переправой на левый берег Дона был мост в створе Будённовского проспекта. На стадии строительства обсуждалась идея установить на мосту обелиск, обозначающий границу Европы и Азии, поскольку, согласно одной из версий, граница двух частей света проходит по реке Дон. Однако проект реализован не был. Изначально Ворошиловский мост был рассчитан на эксплуатацию с пропускной способностью 19 тысяч машин в сутки. Однако с ростом числа автомобилей в городе увеличилась и нагрузка на конструкцию — до 48—50 тысяч единиц техники. 
22 октября 2007 года в ходе планового осмотра Ворошиловского моста была обнаружена трещина, вследствие чего мост был закрыт для всех видов транспорта, а затем и для пешеходов на неопределённое время. Это увеличило нагрузку на два других моста и ещё больше обострило транспортную ситуацию в городе. 27 декабря 2007 года возобновилось регулярное движение городских и «батайских» автобусов при условии нахождения на мосту не более одного автобуса и движении только по восточной проезжей части моста. 23 июня 2008 года по Ворошиловскому мосту открыто движение транспорта (кроме грузовых автомобилей). Построенный в 2010 году Темерницкий мост позволил вдвое разгрузить поток автомобилей на Ворошиловском мосту. 
В 2013—2017 годах была осуществлена реконструкция Ворошиловского моста, было произведено его расширение с двух имеющихся полос до шести. Данного показателя достигли посредством строительства двух новых мостов на месте старого, с отдельным пролётным сечением на 3 полосы движения в одном направлении у каждого, внешне похожих на старый мост. Имеются некоторые отличия от проекта — новые мосты имеют пролёты из стали, существенно расширен главный судоходный пролёт (для чего старые опоры посреди Дона демонтированы), уменьшено число опор в левобережной части.

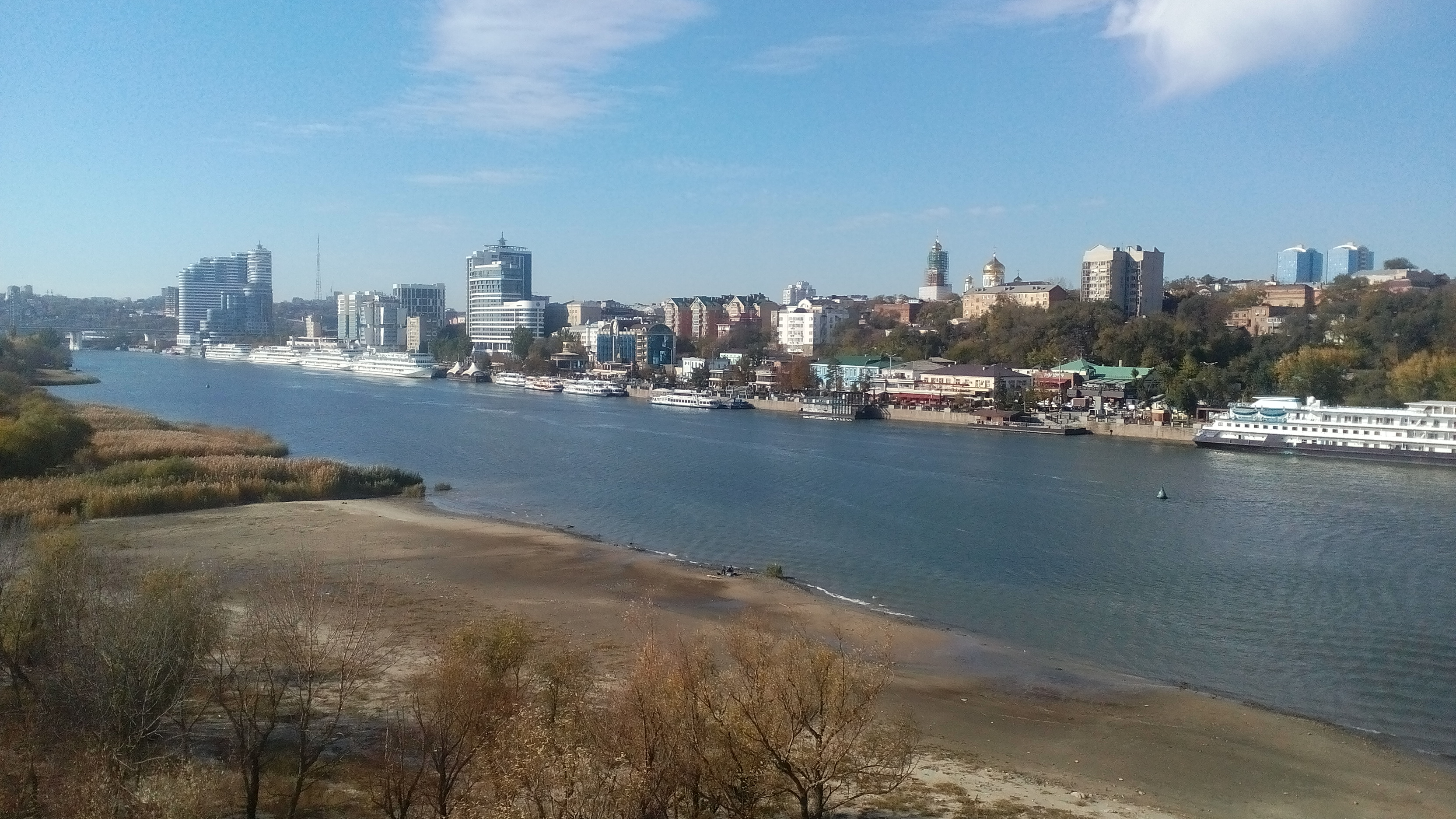
Вид с Ворошиловского моста на набережную Ростова

Расстояние между осями старых и новых опор — 14,4 м, между краями конструкций моста — 1—1,5 м. Проектная пропускная способность моста-дублера — 66 540 автомобилей в сутки, ширина — 36 метров, ширина тротуаров — 3 метра протяженность моста над водной преградой — 624,2 м, с подъездными путями — 1 821 метра.
В процессе реконструкции мост был оснащён 4 лифтами, по 2 на каждом берегу, а также козырьками светопрозрачной конструкции над пешеходной частью.
11 августа 2015 года было открыто рабочее движение по верховой (левой) части Ворошиловского моста. 13 сентября 2017 года было открыто рабочее движение по верховой (правой) части Ворошиловского моста. С этого момента движение осуществляется по трем полосам в каждом направлении, а пропускная способность моста выросла до 80 тыс. автомобилей в сутки.